# Carex latebracteata
Carex latebracteata är en halvgräsart som beskrevs av Umaldy Theodore Waterfall. Carex latebracteata ingår i släktet starrar, och familjen halvgräs. Inga underarter finns listade i Catalogue of Life.